# Im Sturmschritt
Im Sturmschritt, op. 348 (« À toute allure ») est une polka rapide de Johann Strauss II créée le 19 mai 1871 au Volksgarten de Vienne.

## Description
Cette polka est composée sur la base de motifs de la première opérette du compositeur, Indigo und die 40 Räuber, créée trois mois plus tôt. Elle rejoint une série de pièces orchestrales (opus 343, 344, 345, 346, 347, 349, 350 et 351) reprenant toutes les thèmes de cette opérette qui entend rivaliser avec celui qui règne alors sans partage sur ce domaine, Jacques Offenbach. Le choix d'une polka rapide est ainsi une allusion intentionnelle au cancan, danse remise au goût du jour sur la musique d'Offenbach. 
La première au Volksgarten de Vienne a eu lieu à l'occasion d'un concert dirigé par Eduard Strauss.

## Durée
Sa durée d'exécution est d'environ 2 minutes 30.

## Interprétations notables
L’œuvre a notamment été jouée lors des concerts du nouvel an à Vienne 1990, sous la direction de Zubin Mehta, 2004, sous la direction de Riccardo Muti, 2016, sous la direction de Mariss Jansons.